# ギネス家
ギネス家（英: Guinness family）は、イギリス・アイルランドの財閥・貴族。
アーサー・ギネスが1759年にダブリンで創業したビール醸造会社ギネスの事業によって巨万の財を築いたのに始まる。子孫・一族は数多く、醸造業に留まらず、政界・金融業界・宗教界など様々な分野に門葉を広げている。貴族としてはアイヴァー伯爵家とその分流であるモイン男爵家の2家がある（また貴族ではないが、この二家の本家筋として(アシュフォードの)準男爵家がある）。「世界一」を収集する書籍のギネス世界記録は、ギネス家が創業したギネス社の名に由来する。

## 歴史

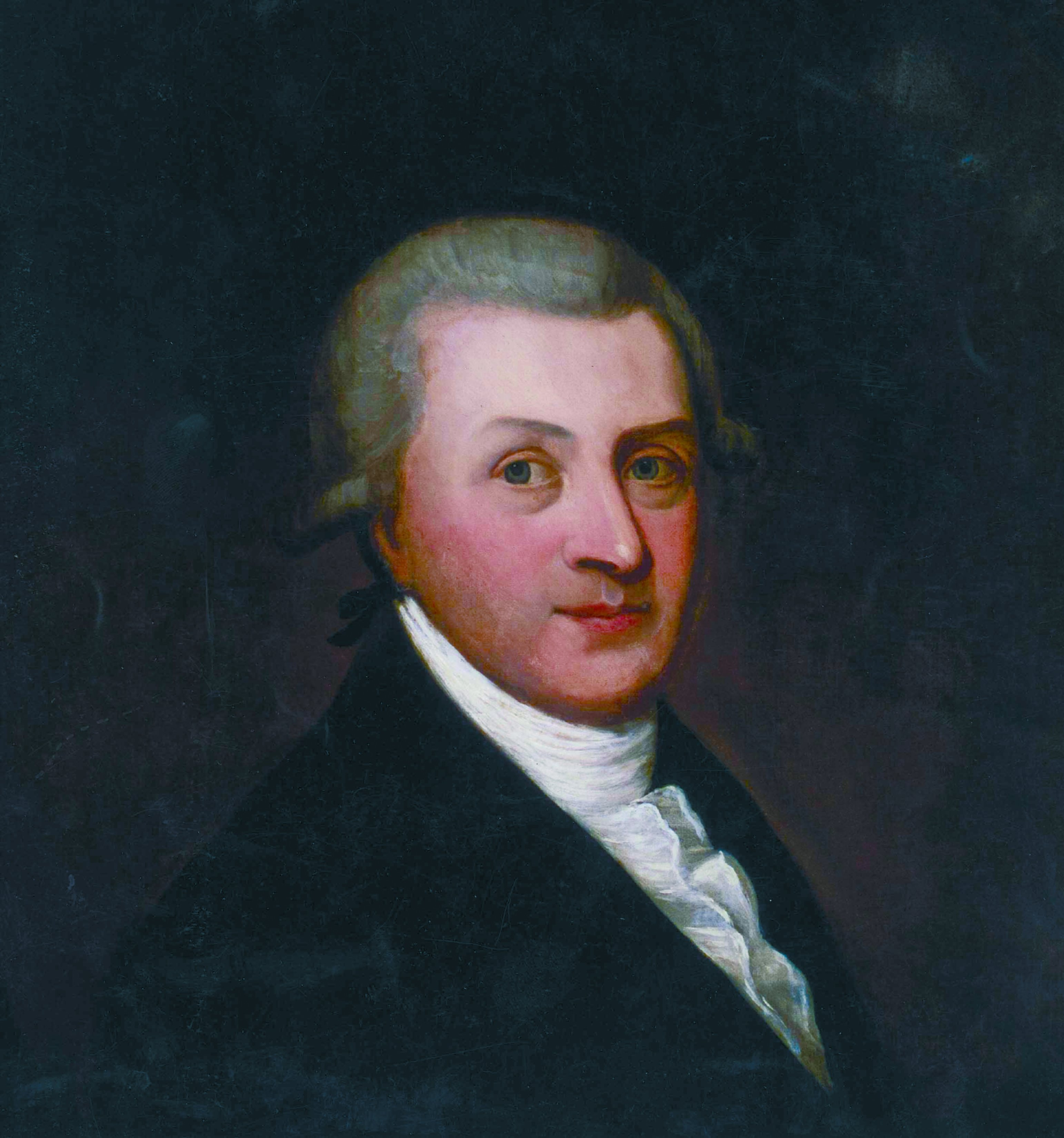
一族の始祖アーサー・ギネス

1759年にアイルランド・ダブリン・セント・ジェイムズ・ゲートの休業状態の醸造所をアーサー・ギネス(1725–1803)が賃借し、ビール醸造会社ギネスを創業した。
ギネスの事業は大成功をおさめ、アーサーの死後事業は、その次男アーサー・ギネス2世(1768–1855)に継承された。彼は1818年にアイルランド銀行副頭取、1820年にアイルランド銀行頭取に任じられ、これをきっかけに金融分野でもギネスの影響力は大きく高まっていく。
アーサー2世は1820年頃に金融業に集中するために醸造業を離れており、醸造業はその三男であるベンジャミン・ギネス(1798–1868)が指導していくようになる。彼の代にも事業はどんどん拡大していった。彼は保守党の庶民院議員としても活躍していたので1867年4月15日に(アシュフォードの)準男爵に叙せられている。
初代準男爵ベンジャミンの死後、ギネスの事業はその三男であるエドワード・ギネス(1847–1927)によって継承された。彼の代にギネスは世界トップ企業となった。彼は1919年9月30日に連合王国貴族アイヴァー伯爵に叙せられた。
初代アイヴァー伯の死後はその長男2代アイヴァー伯爵ルパート・ギネス(1874–1967)が事業を継承した。彼が会長をしていた時期の1954年にギネスは宣伝のためにギネスブックを作るようになった。1962年に2代伯が引退した後はその孫である3代アイヴァー伯爵ベンジャミン・ギネス(1937–1992)が事業を継承した。1986年に3代伯が会長を辞すと創業以来初めてギネス一族ではない人間アーネスト・ソンダースが会長に就任した。以降ギネスはギネス家の直接的な一族支配企業ではなくなった。
一族には政治家になった者も多い。初代準男爵ベンジャミンの長男アーサー・ギネス(1840–1915)は醸造事業を弟エドワード(初代アイヴァー伯爵)に譲って政治に専念し、保守党の庶民院議員として活躍した後、1880年5月1日に連合王国貴族爵位アーディローン男爵に叙せられた。彼がギネス一族で初めて貴族に叙せられた者だったが、子供がなかったのでこの爵位は彼一代で絶えている。また初代アイヴァー伯の三男ウォルター・ギネスも保守党の政治家として閣僚職を歴任し、1932年に連合王国貴族爵位モイン男爵に叙されているが（貴族として現在まで続いているギネス家はアイヴァー伯爵家とこのモイン男爵家のみ）、中東大臣在職中にパレスチナのユダヤ人居住制限派と見做されてパレスチナのユダヤ人ゲリラ組織の恨みを買い、大英帝国半植民地エジプトにおいて暗殺された。この事件はパレスチナのユダヤ人社会に衝撃をもたらし、1948年のイスラエル建国の際に英国政府の態度が硬化するなどシオニズム運動の大きな打撃となった。
始祖アーサーの弟サミュエル・ギネス(-1795)の孫にあたるロバート・ラウンデル・ギネス(1789–1857)は1836年にマーチャント・バンクギネス・マーン社を創業しており、この家系も現在に至るまで国際金融の世界で活躍を続けており、「金融のギネス一族」と呼ばれている。また始祖アーサーの末息子ジョン・グラッタン・ギネス(1783–1850)の子ヘンリー・グラッタン・ギネス(1835–1910)とその子供は聖職者が多く、中国をはじめとするアジアでのキリスト教伝道に尽力し、「神のギネス一族」と呼ばれている。

## ギネス一族
- リチャード・ギネス (Richard Guinness)
  - アーサー・ギネス (Arthur Guinness, 1725–1803), 1759年にギネス創設
    - ホセア・ギネス (The Rev. Hosea Guinness, 1765–1803)
      - フランシス・ハート・バイスサイマス・ギネス (Francis Hart Vicesimus Guinness, 1819–1891), ニュージーランド政治家
        - サー・アーサー・ギネス（英語版） (Sir Arthur Guinness, 1846–1913), ニュージーランド代議院議長（英語版）

    - アーサー・ギネス (Arthur Guinness, 1768–1855), ギネス経営者
      - (アシュフォード)初代準男爵ベンジャミン・ギネス (Benjamin Guinness, 1798–1868), ギネス経営者
        - 初代アーディローン男爵アーサー・ギネス（英語版） (Arthur Guinness, 1st Baron Ardilaun, 1840–1915), 政治家
        - ベンジャミン・リー・ギネス (Benjamin Lee Guinness, 1842–1900), 陸軍軍人
          - (アシュフォード)3代準男爵アルジャーノン・アーサー・セント・ローレンス・リー・ギネス (Sir Algernon Arthur St. Lawrence Lee Guinness, 3rd Bt. 1883-1954)
          - ケネルム・リー・ギネス（英語版） (Kenelm Lee Guinness, 1887–1937), レーシングドライバー及び点火プラグ製造業者
            - (アシュフォード)4代準男爵ケネルム・アーネスト・リー・ギネス (Sir Kenelm Ernest Lee Guinness, 4th Bt. 1928-2011)
              - (アシュフォード)5代準男爵ケネルム・エドワード・リー・ギネス (Sir Kenelm Edward Lee Guinness, 5th Bt. 1962-)

        - 初代アイヴァー伯エドワード・セシル・ギネス (Edward Cecil Guinness, 1st Earl of Iveagh, 1847–1927), ギネス経営者
          - 2代アイヴァー伯ルパート・エドワード・セシル・リー・ギネス (Rupert Edward Cecil Lee Guinness, 2nd Earl of Iveagh, 1874–1967), ギネス経営者。妻はグウェンドリン・ギネス（英語版）(1881–1966)
            - エルブデン子爵アーサー・ギネス (Arthur Guinness, Viscount Elveden, 1912–1945), 第二次世界大戦で戦死
              - 3代アイヴァー伯ベンジャミン・ギネス（英語版） (Benjamin Guinness, 3rd Earl of Iveagh, 1937–1992), ギネス経営者。妻はミランダ・ギネス（英語版） (1939–2010)
                - 4代アイヴァー伯アーサー・エドワード・ギネス（英語版） (Arthur Edward Guinness, 4th Earl of Iveagh, 1969-)

            - オナー・ギネス (Lady Honor Guinness, 1909–1976), ヘンリー・シャノン（英語版）と結婚
              - ポール・シャノン（英語版） (1935–2007)

            - ブリジッド・ギネス（英語版） (Lady Brigid Guinness, 1920–1995)

          - アーサー・アーネスト・ギネス (The Hon. Arthur Ernest Guinness, 1876–1949)
            - モーリーン・ギネス (Maureen Guinness, 1907–1998), 夫は第4代ダファリン侯爵バジル・ハミルトン＝テンプル＝ブラックウッド (1909–1945)
              - 5代ダファリン侯爵シェリダン・ハミルトン＝テンプル＝ブラックウッド（英語版） (The 5th Marquess of Dufferin and Ava 1938–1988)
              - キャロライン・ブラックウッド（英語版） (Lady Caroline Blackwood, 1931–1996)

            - ウーナ・ギネス (Oonagh Guinness, 1910–1995), 夫は第4代オレンモア＝ブラウン男爵（英語版）ドミニク・ブラウン（英語版）
              - ガレス・ブラウン（英語版） (Garech Browne, 1939-)
              - タラ・ブラウン（英語版） (Tara Browne, 1945–1966)

          - 初代モイン男爵ウォルター・エドワード・ギネス (Walter Edward Guinness, 1st Baron Moyne, 1880–1944), 政治家
            - 2代モイン男爵ブライアン・ウォルター・ギネス (Bryan Guinness, 2nd Baron Moyne, 1905–1992), 先妻はダイアナ・ミットフォード
              - 3代モイン男爵ジョナサン・ブライアン・ギネス（英語版） (Jonathan Bryan Guinness, 3rd Baron Moyne, 1930-)
                - ヴァレンティン・ギネス (Valentine Guinness, 1959-), 妻はルル・ギネス（英語版）
                - ダフネ・ギネス (Daphne Guinness, 1967-) ファッションデザイナー、芸術家、モデル

              - デズモンド・ギネス（英語版） (Desmond Guinness, 1931-)
                - パトリック・ギネス（英語版） (Patrick Guinness, 1958-), 歴史家・作家
                  - ジャスミン・ギネス（英語版） (Jasmine Guinness, 1976-), デザイナー、モデル

              - キーラン・アーサー・ギネス (Kieran Arthur Guinness, 1949-)
                - マルキー・ギネス (Malachy Guinness, 1986-)

              - アースキン・ギネス (Erskine Guinness, 1953-)

            - グラニア・ギネス (The Hon. Grania Guinness, 1920–1994), 夫は第4代ノーマンビー侯爵オズワルド・フィリップ（英語版）
              - 第5代ノーマンビー侯爵コンスタンチン・フィップス（英語版） (Constantine Phipps, 5th Marquess of Normanby, 1954-)

        - アン・ギネス (Anne Guinness, 1839–1889), 夫は第4代プランケット男爵ウィリアム・プランケット（英語版）
          - 第5代プランケット男爵ウィリアム・プランケット (William Plunket, 5th Baron Plunket, 1864–1920)

    - ジョン・グラッタン・ギネス (John Grattan Guinness, 1783–1850)
      - ジョン・グラッタン・ギネス (John Grattan Guinness, -1871)
        - サミュエル・ギネス (Samuel Guinness, 1851–1940)
          - ジェイムズ・ヘンリー・ギネス (James Henry Guinness, 1879–1952)
            - ジェラルド・ヘンリー・グラッタン・ギネス (Gerald Henry Grattan Guinness, 1909–1985)
              - アイヴァー・グラッタン＝ギネス（英語版） (Ivor Grattan-Guinness, 1941–2014)

      - ヘンリー・グラッタン・ギネス（英語版） (Henry Grattan Guinness, 1835–1910), プロテスタント宣教師
        - ハリー・グラッタン・ギネス (Harry Grattan Guinness, 1861–1915), プロテスタント宣教師、地域を超えた宣教師連合（英語版）初代指導者
          - ハワード・ウィンダム・ギネス (Howard Wyndham Guinness, 1903–1979)

        - ジェルショム・ウィットフィールド・ギネス（英語版） (Gershom Whitfield Guinness, 1869–1927), 中国で活動した宣教師
          - ヘンリー・ウィットフィールド・ギネス (Henry Whitfield Guinness, 1908–1996)
            - オズ・ギネス（英語版） (Os Guinness, 1941-), 作家・評論家

        - メアリー・ジェラルディン・ギネス（英語版） (Mary Geraldine Guinness, 1865–1949), 中国で活動した宣教師。作家

  - サミュエル・ギネス (Samuel Guinness, -1795)
    - リチャード・ギネス (Richard Guinness, 1755–1829)
      - ロバート・ランデル・ギネス（英語版） (Robert Rundell Guinness, 1789–1857), マーチャント・バンク（英語版）ギネス・マーン社（英語版）創設者
        - リチャード・シーモア・ギネス Richard Seymour Guinness, 1826–1915)
          - ベンジャミン・ソロモン・ギネス (Benjamin Solomon Guinness. 1868–1947)
            - トマス・「ローエル」・ギネス（英語版） (Thomas "Loel" Guinness, 1906–1988), 政治家、実業家。妻はグロリア・ギネス（英語版） (1912–1980)
              - パトリック・ベンジャミン・ギネス (Patrick Benjamin Guinness, 1931–1965), 妻はドロレス・ギネス（英語版） (1936–2012)
                - ローエル・パトリック・ギネス（英語版） (Loel Patrick Guinnes, 1957-), 慈善家、映画プロデューサー
                - ヴィクトリア・ニアコス（英語版） (1960-)

              - ウィリアム・ローエル・シーモア・ギネス (William Loel Seymour Guinness, 1939-)
                - シェリダン・ウィリアム・ギネス (Sheridan William Guinness, 1972-)
                - トマス・シーモア・ギネス (Thomas Seymour Guinness, 1973-)
                - クロエ・ベリンダ・ギネス (Chloë Belinda Guinness, 1976)

              - セレナ・ベリンダ・「リンジー」・ローズマリー・ギネス（英語版） (Serena Belinda (Lindy) Rosemary Guinness, 1941-), 芸術家、自然環境保護活動家。夫は5代ダファリン侯爵シェリダン・ハミルトン＝テンプル＝ブラックウッド（英語版）

            - メラウド・ギネス（英語版） (Meraud Guinness, 1904–1993), 画家・作家・詩人
            - タニス・ギネス (Tanis Guinness. 1908–1993)

        - ヘンリー・ギネス (Henry Guinness, 1829–1893)
          - ヘンリー・ギネス（英語版） (Henry Guinness, 1858–1945), 政治家
            - ジュディ・ギネス（英語版） (Judy Guinness, 1910–1952), フェンシング選手

          - ユースタス・ギネス (Eustace Guinness, 1860–1901)
            - ハンフリー・パトリック・ギネス（英語版） (Humphrey Patrick Guinness, 1902–1986), ポロ選手

          - ハワード・ラウンデル・ギネス (Howard Rundell Guinness, 1863–1937)
            - エドワード・ダグラス・ギネス (Edward Douglas Guinness, 1893–1983)
              - ハワード・クリスティアン・シェルドン・ギネス (Sir Howard Christian Sheldon Guinness, 1932-)
              - ジョン・ギネス（英語版） (Sir John Guinness, 1935-), 外交官

            - アーサー・ラウンデル・ギネス (Sir Arthur Rundell Guinness, 1895–1951)
              - ジェイムズ・エドワード・アレグザンダー・ラウンデル・ギネス (James Edward Alexander Rundell Guinness, 1924–2006)
                - ヒューゴ・ギネス（英語版） (Hugo Guinness, 1959-), 画家、イラストレーター
                - サブリナ・ギネス（英語版） (Sabrina Guinness, 1955-), テレビプロデューサー
                - アニタ・ペイシャンス・ギネス (Anita Patience Guinness, 1957-), 夫はアムシェル・ロスチャイルド（英語版）(1955-1996)
                  - ジェイムズ・アムシェル・ヴィクター・ロスチャイルド（英語版） (James Amschel Victor Rothschild, 1985-)

                - ジュリア・サミュエル（英語版） (Julia Samuel, 1959-), 心理療法士・児童カウンセラー

              - アイヴァン・ダグラス・ラウンデル・ギネス (Ivan Douglas Rundell Guinness, 1927–1956)
                - ケヴィン・マイケル・ラウンデル・ギネス (Kevin Michael Rundell Guinness, 1953-), 妻はバニー・ギネス（英語版） (1955-)

          - リチャード・ノエル・ギネス (Richard Noel Guinness, 1870–1960)
            - ヘンリー・ユースタス・ギネス（英語版） (Henry Eustace Guinness, 1897–1972), 銀行家・政治家
              - ジョン・ヘンリー・ギネス（英語版） (John Henry Guinness, 1935–1988), 銀行家。ギネス・マーン経営者。妻はジェニファー・ギネス（英語版） (1937–2016)

        - メアリー・キャサリン・ファーガソン（英語版） (Mary Catherine Ferguson, 1823–1905), 作家

      - リチャード・サミュエル・ギネス（英語版） (Richard Samuel Guinness, 1797-1857), 政治家